# Tetracera asperula
Tetracera asperula är en tvåhjärtbladig växtart som beskrevs av Friedrich Anton Wilhelm Miquel. Tetracera asperula ingår i släktet Tetracera och familjen Dilleniaceae. Inga underarter finns listade i Catalogue of Life.